# Whittlesey Rural
Whittlesey Rural var en civil parish 1894–1926 när det uppgick i Whittlesey i grevskapet Cambridgeshire i England. Civil parish var belägen 42 km från Cambridge och hade 3 422 invånare år 1921.